# F11攝影博物館

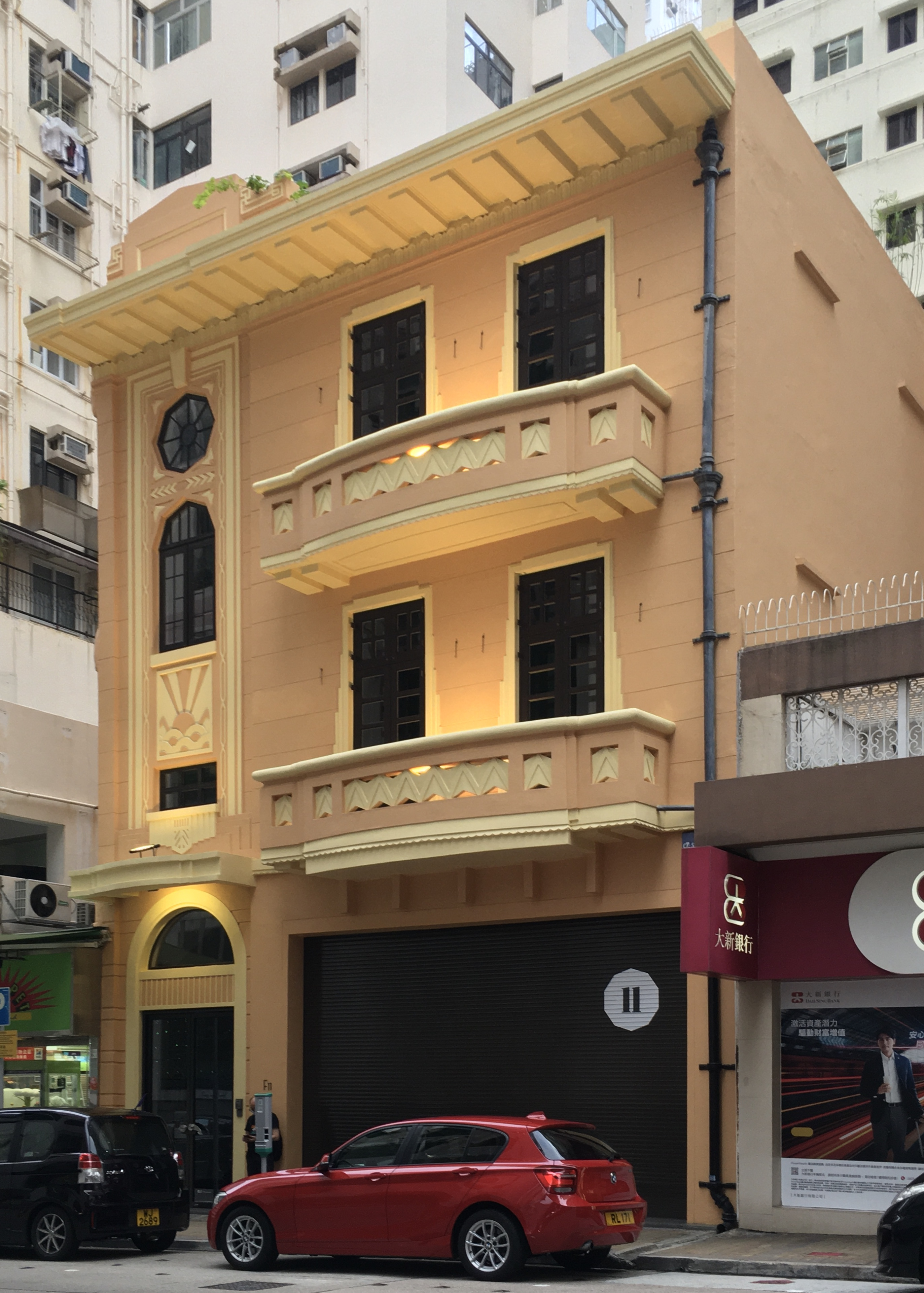
F11攝影博物館（2021年）

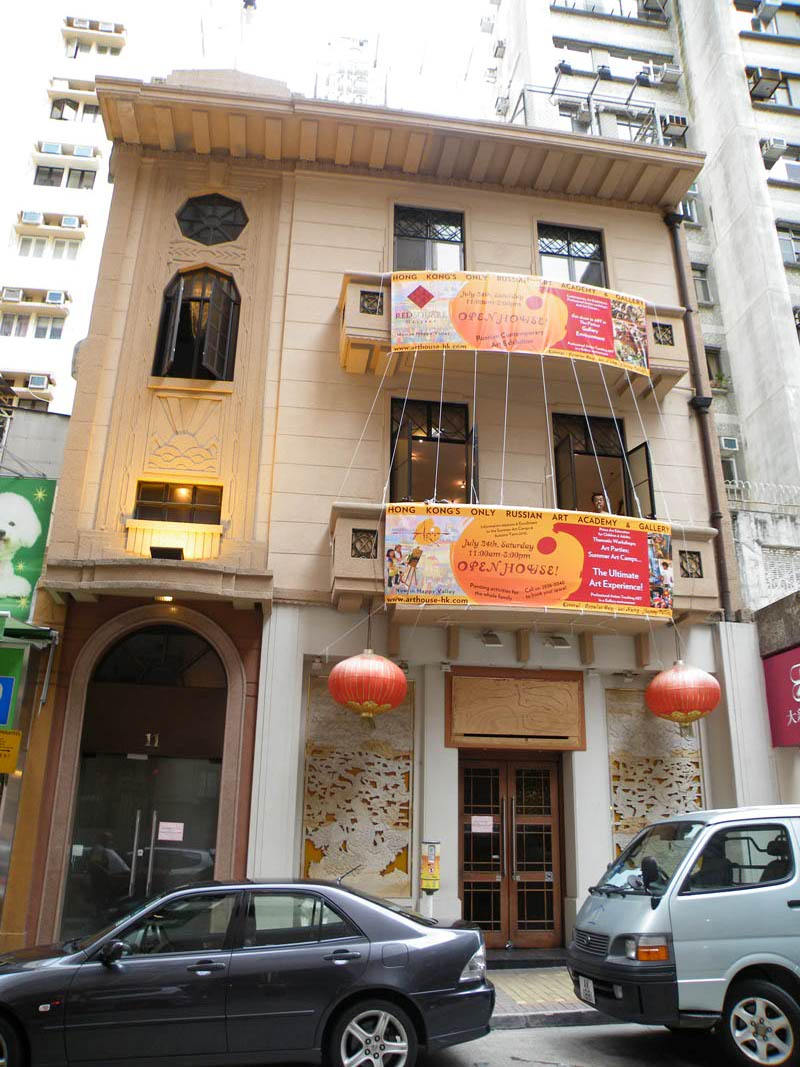
改建博物館前的毓秀街11號（2010年）

F11攝影博物館是香港一間私營博物館，以攝影為主題，於2014年9月起開放。F11攝影博物館位於跑馬地毓秀街11號，位置所屬的建築物為戰前三層高的洋樓，因其裝飾藝術風格（Art Deco）而被香港古物古蹟辦事處評級為香港三級歷史建築。

## 活化經過
博物館創辦人蘇彰德原本是一名律師（及現任古物諮詢委員會主席），以個人名義投入9,000萬港元購入整棟物業，額外再投入1,500萬港元改建及活化為博物館，博物館的地下及一樓將作舉辦展覽之用，而二樓則為徠卡相機（Leica）私人博物館。博物館首個展覽是著名攝影師埃利奧‧歐維特（Elliott Erwitt）的作品。

## 建築特色
- 八角形窗戶
- 放射式陽光
- 梯級形線條
- 幾何圖案外牆
- 後方設有供媽姐上落的「妹仔梯」

## 外部連結
- F11攝影博物館：官方網頁（页面存档备份，存于）
- Zolima CityMag：Private Museum, Public Heritage: The F11 Foto Museum（页面存档备份，存于）（英文）